# Discografia de Cazuza
A discografia de Cazuza compreende em cinco álbuns de estúdio, dois álbuns ao vivo, sete coletâneas oficiais, um álbum de remixes e nove singles, além de dois álbuns de vídeo.

## Álbuns

### Álbuns de estúdio
| Ano  | Álbum            | Detalhes                                                    | Vendas        | Certificações      |
| ---- | ---------------- | ----------------------------------------------------------- | ------------- | ------------------ |
| 1985 | Exagerado        | - Lançamento: 1985 - Formato: LP, CD - Gravadora: Som Livre | - : 750.000   | - PMB: 2× Platina  |
| 1987 | Só se For a Dois | - Lançamento: 1987 - Formato: LP, CD - Gravadora: Philips   | - : 600.000   | - PMB: 2× Platina  |
| 1988 | Ideologia        | - Lançamento: 1988 - Formato: LP, CD - Gravadora: Philips   | - : 2.000.000 | - PMB: 2× Diamante |
| 1989 | Burguesia        | - Lançamento: 1989 - Formato: LP, CD - Gravadora: Philips   | - : 250.000   | - PMB: Ouro        |
| 1991 | Por Aí (póstumo) | - Lançamento: 1991 - Formato: LP, CD - Gravadora: Philips   | - : 45.000    |                    |

### Álbuns ao vivo
| Ano  | Álbum                                                     | Detalhes                                                                 | Vendas        | Certificações   |
| ---- | --------------------------------------------------------- | ------------------------------------------------------------------------ | ------------- | --------------- |
| 1988 | O Tempo Não Para                                          | - Lançamento: 1988 - Formato: LP, CD - Gravadora: Philips                | - : 1.000.000 | - PMB: Diamante |
| 2005 | O Poeta Está Vivo - Show no Teatro Ipanema 1987 (póstumo) | - Lançamento: 2005 - Formato: CD - Gravadora: Som Livre, Globo Universal |               |                 |

### Coletâneas oficiais
| Ano  | Álbum                                                           | Detalhes                                                                       |
| ---- | --------------------------------------------------------------- | ------------------------------------------------------------------------------ |
| 1989 | Cazuza & Barão Vermelho: Melhores Momentos (com Barão Vermelho) | - Lançamento: 1989 - Formato: LP, CD - Gravadora: Som Livre                    |
| 1995 | Esse Cara                                                       | - Lançamento: 1995 - Formato: CD - Gravadora: Som Livre                        |
| 1997 | Cazuza                                                          | - Lançamento: 1997 - Formato: CD - Gravadora: Som Livre, GloboDisk             |
| 2000 | O Poeta Não Morreu                                              | - Lançamento: 2000 - Formato: CD - Gravadora: Universal                        |
| 2001 | Preciso Dizer Que Te Amo - Toda a Paixão do Poeta               | - Lançamento: 2001 - Formato: CD - Gravadora: Universal                        |
| 2008 | Discografia Completa (box set com 6 CDs + 1 DVD)                | - Lançamento: 2008 - Formato: Box set com 6 CDs + 1 DVD - Gravadora: Universal |
| 2017 | Exagerado                                                       | - Lançamento: 2017 - Formato: CD, download digital - Gravadora: Universal      |

### Álbuns deremixes
| Ano  | Álbum   | Detalhes                                                    |
| ---- | ------- | ----------------------------------------------------------- |
| 1998 | Remixes | - Lançamento: 1998 - Formato: CD - Gravadora: Globo Polydor |

### Álbuns de vídeo
| Ano  | Álbum                       | Detalhes                                                 |
| ---- | --------------------------- | -------------------------------------------------------- |
| 1988 | O Tempo Não Para            | - Lançamento: 1988 - Formato: VHS - Gravadora: Philips   |
| 2008 | Pra Sempre Cazuza (póstumo) | - Lançamento: 2008 - Formato: DVD - Gravadora: Universal |

## Singles
| Ano  | Single                                             | Álbum            | Ref.   |
| ---- | -------------------------------------------------- | ---------------- | ------ |
| 1985 | "Exagerado"                                        | Exagerado        | [ 11 ] |
| 1987 | "O Nosso Amor a Gente Inventa (Estória Romântica)" | Só se For a Dois | [ 12 ] |
| 1987 | "Brasil"                                           | Ideologia        | [ 13 ] |
| 1988 | "Ideologia"                                        | Ideologia        | [ 14 ] |
| 1988 | "Faz Parte do Meu Show"                            | Ideologia        | [ 14 ] |
| 1988 | "O Tempo Não Pára" (ao vivo)                       | O Tempo Não Para | [ 15 ] |
| 1989 | "Burguesia"                                        | Burguesia        | [ 16 ] |
| 1989 | "Cobaias de Deus"                                  | Burguesia        | [ 17 ] |
| 1991 | "Andróide Sem Par"                                 | Por Aí           | [ 18 ] |

### Trilhas sonoras
| Ano  | Canção                                             | Mídia                                          | Ref.   |
| ---- | -------------------------------------------------- | ---------------------------------------------- | ------ |
| 1987 | "O Nosso Amor a Gente Inventa (Estória Romântica)" | O Outro (Nacional)                             | [ 19 ] |
| 1987 | "Um Trem para as Estrelas" (com Gilberto Gil)      | Um Trem para as Estrelas                       | [ 20 ] |
| 1987 | "Brasil"                                           | Rádio Pirata (Trilha Sonora Original do Filme) | [ 21 ] |
| 1988 | "Faz Parte do Meu Show"                            | Vale Tudo (Nacional)                           | [ 22 ] |
| 1988 | "Vida Fácil"                                       | Fera Radical (Nacional)                        | [ 23 ] |
| 2002 | "Exagerado"                                        | Big Brother Brasil                             | [ 24 ] |
| 2007 | "Preciso Dizer Que Te Amo" (com Bebel Gilberto)    | Paraíso Tropical (Nacional)                    | [ 25 ] |
| 2010 | "Brasil"                                           | Tropa de Elite 2: O Inimigo Agora É Outro      | [ 26 ] |
| 2014 | "O Tempo Não Pára"                                 | Chacrinha, O Musical                           | [ 27 ] |
| 2015 | "Um Trem para as Estrelas"                         | Babilônia, Vol. 2                              | [ 28 ] |